# 타카시마 마사히로
다카시마 마사히로(일본어: 高嶋政宏, 1965년 10월 29일 ~ )는 일본의 배우이다.

## 출연

### 드라마
- 대하드라마 (NHK)
  - 독안룡 마사무네 (1987년) - 카타쿠라 코주로 시게나가 역
  - 모리 모토나리 (1997년) - 아마고 하루히사 역
  - 토시이에와 마츠 (2002년) - 도쿠가와 이에야스 역
  - 야에의 벚꽃 (2013년) - 마키무라 마사나오 역
  - 여자 성주 나오토라 (2017년) - 혼다 타다카츠 역
- 스트로베리 나이트 (2012년 1월 ~ 3월, 후지 TV) - 이마이즈미 하루오 역
- 라스트 호프 (2013년 1월 ~ 3월, 후지 TV) 나루세 테츠지 역

### 영화
- 스트로베리 나이트 (2013년 1월 26일 개봉 예정, 도호) - 이마이즈미 하루오 역
- 킹덤 (2019년 4월 19일) - 창문군 역
- 킹덤2: 아득한 대지로 (2022년 7월 15일) - 창문군 역
- 킹덤3: 운명의 불꽃 (2023년 7월 28일) - 창문군 역
- 킹덤4: 대장군의 귀환 (2024년 7월 12일) - 창문군 역